# Velika nagrada Sanrema 1949
Velika nagrada Sanrema 1949 je bila druga dirka za Veliko nagrado v Sezoni Velikih nagrad 1949. Odvijala se je 3. aprila 1949 v Sanremu. 

## Rezultati

### Dirka
| Poz | Dirkač                  | Moštvo                     | Dirkalnik         | Krogi | Čas/Odstop |
| --- | ----------------------- | -------------------------- | ----------------- | ----- | ---------- |
| 1   | Juan Manuel Fangio      | Officine Alfieri Maserati  | Maserati 4CLT     | 90    | 3:01:28.6  |
| 2   | Princ Bira              | Enrico Platé               | Maserati 4CLT     | 90    | 3:02:27.8  |
| 3   | Emmanuel de Graffenried | Privatnik                  | Maserati 4CLT     | 89    | +1 krog    |
| 4   | Benedicto Campos        | Privatnik                  | Maserati 4CL      | 89    | +1 krog    |
| 5   | Felice Bonetto          | Privatnik                  | Ferrari 166C      | 88    | +2 kroga   |
| 6   | Giovanni Bracco         | Privatnik                  | Ferrari 166C      | 85    | +5 krogov  |
| 7   | Piero Carini            | Privatnik                  | Maserati A6 GCS   | 84    | +6 krogov  |
| 8   | Roberto Vallone         | Privatnik                  | Ferrari 166 Inter | 83    | +7 krogov  |
| 9   | Eugène Chaboud          | Privatnik                  | Maserati 4CL      | 69    | +11 krogov |
| 10  | Frank Séchehaye         | Privatnik                  | Maserati 4CL      | 63    | +17 krogov |
| Ods | Pierre Levegh           | Automobiles Talbot Darracq | Talbot-Lago T26C  | 56    |            |
| Ods | Peter Whitehead         | Privatnik                  | Ferrari 125       | 50    |            |
| Ods | Raymond Sommer          | Scuderia Ferrari           | Ferrari 125       | 37    |            |
| Ods | Fred Ashmore            | Privatnik                  | Maserati 4CLT     | 34    |            |
| Ods | Dioscoride Lanza        | Privatnik                  | Maserati 4CL      | 31    |            |
| Ods | Louis Rosier            | Ecurie Rosier              | Talbot-Lago T26C  | 24    |            |
| Ods | Emilio Romano           | Privatnik                  | Maserati A6GCS    | 19    |            |
| Ods | Nello Pagani            | Scuderia Achille Varzi     | Maserati 4CL      | 15    |            |
| Ods | Rudi Fischer            | Equipe Gordini             | Simca-Gordini T11 | 10    |            |
| Ods | Ferdinando Righetti     | Privatnik                  | Ferrari 166SC     | 10    |            |
| Ods | Louis Chiron            | Equipe Gordini             | Simca-Gordini T11 | 8     |            |
| Ods | Bruno Sterzi            | Privatnik                  | Ferrari 166SC     | 0     |            |

- Najhitrejši krog: Princ Bira 1:56.0